# Juego de la distribución de cerveza
El juego de la distribución de la cerveza (en inglés, Beer Distribution Game) es un juego de simulación desarrollado por un grupo de profesores de la Sloan School of Management del MIT a principios de la década de 1960. Fue diseñado para demostrar una serie de principios clave de la gestión de la cadena de suministro.
El juego se realiza con equipos de al menos cuatro personas y su duración es de 60 a 90 minutos. Posteriormente, se lleva a cabo una sesión de análisis (debriefing) de duración similar para revisar los resultados y discutir las enseñanzas extraídas.

### Dinámica del juego y objetivos
El objetivo del juego es comprender la dinámica de una cadena de suministro de múltiples etapas, que se utiliza para distribuir un único producto: en este caso, cajas de cerveza. El propósito es satisfacer la demanda del cliente final con el mínimo coste posible, considerando tanto los costes de mantenimiento de inventario como los de pedidos pendientes (rotura de stock).
La cadena de suministro está compuesta por cuatro roles:
- Minorista: Vende directamente al cliente final.
- Mayorista: Provee al minorista.
- Distribuidor: Provee al mayorista.
- Fábrica: Produce la cerveza y provee al distribuidor.

Los participantes solo tienen visibilidad sobre su propio inventario y los pedidos que reciben de su cliente inmediato, pero desconocen la demanda real del consumidor final (que solo conoce el minorista). Además, la comunicación verbal entre ellos está prohibida, lo que genera habitualmente sentimientos de confusión y frustración.
Esto lleva a que cada jugador, actuando de forma aislada, intente gestionar su posición de la mejor manera posible. Suelen culpar a sus compañeros de los problemas o asumir que la demanda del cliente es extremadamente volátil, cuando en realidad no lo es. El resultado es una acumulación masiva de inventario en algunos puntos y roturas de stock en otros, debido a los retrasos en las entregas y la falta de coordinación.
Durante la sesión de análisis posterior, se revela que estas percepciones erróneas y las reacciones individuales son la causa principal de un fenómeno conocido como el efecto látigo (bullwhip effect). Este efecto describe cómo pequeñas variaciones en la demanda del cliente final se amplifican a medida que se transmiten hacia atrás en la cadena de suministro, generando grandes oscilaciones en los pedidos y los inventarios.

### Modalidad Competitiva
El juego puede organizarse con varios equipos que compiten simultáneamente, representando cadenas de suministro rivales. Esta modalidad añade una capa de competencia y permite analizar no solo la dinámica interna de una cadena, sino también cómo compiten entre sí en el mercado. El equipo (o cadena de suministro) que logre los costes totales más bajos al final de la simulación es declarado ganador.